# Фридрих Райнхолд Кройцвалд
Фридрих Райнхолд Кройцвалд (на естонски: Friedrich Reinhold Kreutzwald, роден на 26 декември 1803 (по стар стил: 14 декември, починал на 25 август 1882, по стар стил 13 август) е естонски писател, смятан за бащата на националната литература на Естония.

## Биография
Родителите на Фридрих били крепостни селяни, баща му бил пазач на хамбар, а майка му – прислужница. След освобождението от крепостничество през 1815 година, семейството успяло да изпрати сина си в общинското училище в Раквере. През 1820 година Фридрих завършва гимназията в Талин и работи като учител основно обучение. През 1833 г. Кройцвалд завършва Медицинския факултет в Имперския университет на Тарту. Оженва се за Елизабет Седлер на 18 август същата година. От 1833 до 1877 г. работи като общински лекар във Вьору. Членува в множество научни общества в Европа и получава почетни докторски степени от голям брой университети.